# لیک هیاواتا (نیوجرسی)
لیک هیاواتا (به انگلیسی: Lake Hiawatha) یک منطقهٔ مسکونی در ایالات متحده آمریکا است که در پارسیپنی-تروی هیلز، نیوجرسی واقع شده‌است. لیک هیاواتا ۷۷ متر بالاتر از سطح دریا واقع شده‌است.